# Det sidste døgn
Det sidste døgn er en dokumentarfilm fra 2005 instrueret af Mira Jargil efter eget manuskript.

## Handling
Den frygtede dag er kommet, da Ruth og Arne må sige farvel til deres elskede hus, hvor de har boet sammen i 45 år.